# Cis sasakawai
Cis sasakawai là một loài bọ cánh cứng trong họ Ciidae. Loài này được Nobuchi miêu tả khoa học năm 1960.